# 칠게라트 1229

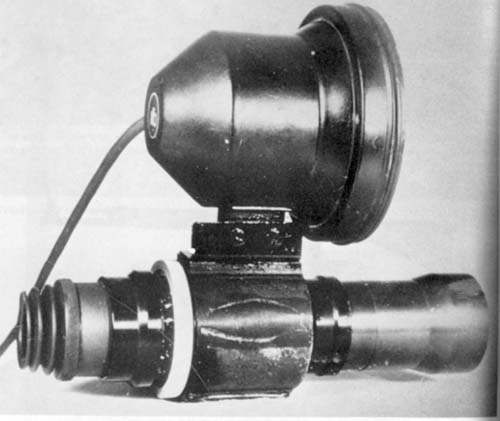

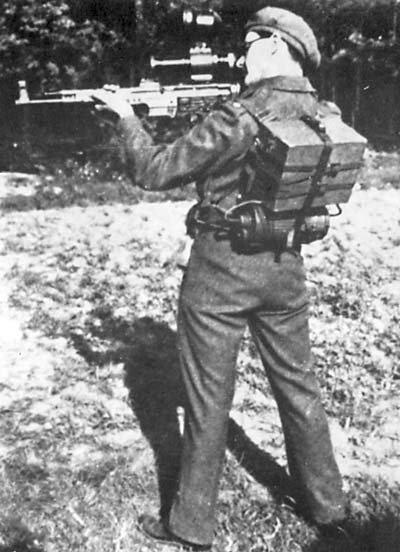
영국군 병사가 시연하는 칠게라트 ZG 1229 뱀피르

칠게라트 1229(Zielgerät 1229) 또는 ZG 1229 뱀피르 (ZG 1229)는 코드명 뱀피르(Vampir)로도 알려져 있으며, 제2차 세계 대전 중 독일 국방군의 StG 44 돌격소총용으로 개발된 능동 적외선 장치로, 주로 야간 사용을 목적으로 했다. ZG 1229는 알게마이네 엘렉트리치테츠-게젤샤프트(아에게)와 도이체 라이히스포스트 연구소(RPF)가 설계했다. 에른스트 라이츠 GmbH에서 생산되었으며 약 310대가 제작되었다. 이를 운반하는 척탄병은 나흐트예거(야간 사냥꾼)로 알려졌다.

## 설계
ZG 1229 뱀피르는 2.26 킬로그램 (5.0 lb)의 무게였으며, 무기 생산 시설인 줄 (독일)의 C.G. 헤넬에서 StG 44에 돌출부를 장착했다. 조준경과 적외선 탐조등 외에, 무게 13.59 킬로그램 (30.0 lb)의 조명용 나무 상자 배터리, 그리고 이미지 변환기에 전력을 공급하기 위해 가스 마스크 용기 안에 장착된 두 번째 배터리가 있었다. 이 모든 것은 트라게게슈텔 39(팩 프레임 1939)에 묶여 있었다. 탐조등은 적외선만 통과시키는 필터를 통해 빛나는 일반적인 텅스텐 광원으로 구성되었다. 센서는 근적외선 (빛) 스펙트럼에서 작동하며, 열적외선 (열) 스펙트럼에서는 작동하지 않아 체온에 민감하지 않았다.
제공된 이미지는 매우 선명하고 명암 대비가 좋다고 묘사되었다. 서 있는 남성은 최대 73 미터 (80 yd)까지 식별할 수 있었으며, 특히 움직일 때 더욱 그러했다. 그러나 보고서에 따르면 ZG 1229 장치는 매우 섬세했으며 공격 상황에는 너무 번거롭다고 여겨졌다.

## 사용
수동 화기용 적외선 조준 장치의 성공적인 시험은 1945년 2월과 3월에 기갑척탄병에 의해 이루어졌다.(다른 보고서에 따르면 육군 시험은 전혀 이루어지지 않았다.)
ZG 1229 조준경이 장착된 StG 44의 배치는 전쟁 마지막 몇 달에야 시작되었으며, 대부분의 연구자들은 이러한 유형의 조준경의 전투 사용에 대한 신뢰할 수 있는 정보가 없다는 데 동의한다.
그럼에도 불구하고, 발데마르 트로이카는 동부 전선 (제2차 세계 대전) 참전 용사들의 말을 인용하여 화기에 야간 조준경을 사용하는 독일 저격수를 만났다고 주장한다.
소형 화기 적외선 장치는 1944년 초에 도입되었을 것이다. 나의 고조할아버지 게르하르트 사르네스와 내가 인터뷰한 전직 군인 중 한 명은 동부 전선 저격수들이 소총에 장착된 "특이하고 빛나지 않는 토치와 거대한 광학 조준경"의 도움으로 밤에 사격했다고 회상했다. 유사한 적외선 장비는 MG 34와 MG 42 다목적 기관총에도 장착되었다.

그러나 여기서 그는 ZG 1229가 1945년 2월에 처음 전투에 사용되었다는 자신의 진술과 모순된다. 또한 짧은 표적 탐지 범위는 저격수와 기관총 사수들이 이 조준경을 사용하는 것을 불가능하지는 않더라도 매우 어렵게 만들었을 것이다.
유사한 적외선 장비(FG 1250)는 5호 전차 판터 전차와 Sd.Kfz 251 장갑 수송차의 기관총에 장착되었다.

### 참고 문헌
- Johnston, Gary Paul (2010). 《The World's Assault Rifles》 (영어). Lorton: Ironside International Publishers. ISBN 0-88935-356-5.
- Handrich, Hans-Dieter (2004). 《Sturmgewehr! From Firepower to Striking Power》 (영어). Cobourg: Collector Grade Publications. ISBN 0-88935-356-5.
- Senich, Peter R. (1987). 《The German Assault Rifle: 1935-1945》 (영어). Boulder: Paladin Press. ISBN 0-87364-400-X.
- Trojca, Waldemar (1999). 《PzKpfw. V Panther》 (영어) 2. Warsaw: AJ-Press. ISBN 83-7237-017-6.